# Colorant cationique
 (signalé en mai 2025).
Si vous disposez d'ouvrages ou d'articles de référence ou si vous connaissez des sites web de qualité traitant du thème abordé ici, merci de compléter l'article en donnant les références utiles à sa vérifiabilité et en les liant à la section « Notes et références ».
- Archive Wikiwix
- Bing
- Cairn
- DuckDuckGo
- E. Universalis
- Gallica
- Google
- G. Books
- G. News
- G. Scholar
- Persée
- Qwant
- (zh) Baidu
- (ru) Yandex
- (wd) trouver des œuvres sur Wikidata

Les colorants cationiques, anciennement nommés colorants basiques, sont des colorants solubles utilisés en teinturerie pour teindre la laine en coloris pastel (bébés). Ils sont aussi parfois utilisés sur coton, ainsi que sur certains types de polyamides et polyester modifiés.
Ils ont trouvé une nouvelle vie au début de l'apparition des fibres acryliques (pour une des 5 fibres acryliques).
De nouvelles gammes de colorants ont été créées avec des propriétés tinctoriales nettement supérieures aux anciens basiques.
Ces colorants se teignent en milieu acide, voire fortement acide (pour certains) à une température voisine de 105 °C(95 à 98 °C sont indispensables) pour obtenir un bon rendement des colorants.

## Mise en garde
- La teinturerie peut être considéré comme une industrie artisanale. Le côté industriel se retrouve dans les structures et infrastructure que doit posséder une teinturerie. Le côté artisanal tient au fait qu'en partant d'un procédé de base, l'interprétation qu'en fait le teinturier diffère en fonction des machines dont il dispose, de la présentation de la marchandise à teindre (bourre, fils, tricot, tissus, tapis, dentelles, passementerie, lacets, cordes pour saucissons etc.), de l'usage auquel l'article est destiné, du prix que le donneur d'ordre est prêt à payer etc.
- On peut pratiquement dire qu'il y a autant de procédés de teinture qu'il y a de teinturiers, c'est pourquoi, ce qui suit ne donne qu'un aperçu du comment cela peut se faire.
- Il serait en effet trop long et de toute manière incomplet de donner le détail des opérations qu'une marchandise textile subit avant d'arriver entre les mains de l'usager final.
- Il faut également tenir compte que beaucoup d'articles à teindre sont composés de mélanges de fibres et que par conséquent il faut faire des compromis pour ménager le textile.

## Emploi sur laine ou soie naturelle
Les colorants sont dissous en ajoutant de l'acide acétique glacial pur sur le colorant d'abord, puis en ajoutant de l'eau bouillante.  
La teinture peut se faire en milieu neutre, légèrement acide ou plus fortement acide, il y a beaucoup de particularités d'emploi, il n'est pas possible ici d'en faire la démonstration. 
Ce type de teinture n'est plus fréquent.

## Emploi sur coton
1. Pour teindre du coton avec des colorants cationiques, il faut d'abord mordancer le coton à l'aide de tanins (naturels ou synthétiques). En quelque sorte on teint le tanin fixé sur le coton.

1. Mordançage : Le tanin est fixé sur le coton suivant des techniques particulières.
2. Fixage : Le tanin est fixé avec des produits chimiques afin d'obtenir une laque insoluble.
3. Teinture : La teinture se fait en milieu acide, le colorant se fixe sur la laque.

Les nouvelles classes de colorants ont supplanté cette méthode dans nos pays, et les critères écologiques ne permettraient probablement plus de le faire.

## Emploi sur les fibres acryliques
Les colorants cationiques se teignent en milieu acide, voir fortement acide (pour certains) à une température voisine de 105 °C. (95 à 98 °C sont indispensables) pour obtenir un bon rendement des colorants.
- Particularité des fibres acrylique : les fibres acryliques ont un facteur de saturation (ce facteur est différent suivant les marques commerciales).

Les auxiliaires de teinture sont :
- du sulfate d'ammonium pour obtenir un tampon
- de l'acide acétique, parfois un ajout d'acide formique en fin de teinture
- un lubrifiant (pour favoriser le glissement des plis les uns sur les autres lors de la teinture en boyaux).
- un retardateur[1] pour aider la pénétration et l'unisson

- Le bain est porté en fonction du matériel soit à ébullition, soit à 105 °C pendant 45 à 60 minutes (pour favoriser la pénétration et l'épuisement), puis est refroidi à 80 °C pour l'échantillonnage. (vérification de la nuance obtenue), la correction éventuelle se fait par addition des colorants manquants, suivie par une remontée en température. Un meilleur épuisement peut être obtenu avec une addition d'acide

La teinture s'achève par un rinçage.

## Particularités
Les colorants cationiques permettent la production de nuances très vives sur les fibres acryliques.